# 中村朝佳
中村 朝佳（なかむら あさか、1990年12月30日 -）は、日本の女優。元太田プロダクション所属。東京都出身。フリースピリット音楽芸能学園 マルチタレント科卒業。現在はフリーで活動をしている。女優アイドルグループ、ノーメイクスの元リーダー。

## 略歴
- 2008年6月25日、夕刊フジ公式サイト『ZAK THE QUEEN』から誕生したユニット「PALFE」を同じく太田プロ所属の坂本亜里紗とともに結成。同じく同サイトから誕生したユニット「Vanilla Banny」と「smile again」とともに「Hearty☆Load」（ベルウッドレコード）でCDデビュー[2][1]。
- 2013年5月20日、自身のTwitterにて太田プロダクションと契約を解除したことを発表。

- 現在は映画出演を主にしている。
- 映画監督・井口昇プロデュースの女優アイドルグループ『ノーメイクス』の元リーダー。2016年7月24日をもってノーメイクスを卒業した。

## 人物
- 特技は お囃子。5歳から姉の影響を受けて稽古を始め、現在は子供達に指導をしながら技芸向上に努めている。
- 趣味は映画鑑賞、読書、お絵かき、歌、農業。

## 出演

### テレビドラマ
- 大河ドラマ「風林火山」第31話・40話（2007年8月5日・10月7日、NHK） - ヤエ 役
- 栞と紙魚子の怪奇事件簿（2008年1月5日 - 3月29日、日本テレビ） - 早苗 役
- 放課後探偵クラブ 第7話（2008年4月28日、ディズニーチャンネル） - 穂美 役
- 赤い糸（2008年12月6日 - 2009年2月28日、フジテレビ） - ユリ 役
- オトメン（乙男）〜夏〜（2009年8月1日 - 9月26日、フジテレビ） - マリッペ 役
- オトメン（乙男）〜秋〜（2009年10月13日 - 11月3日、フジテレビ） - マリッペ 役
- P&Gパンテーンドラマスペシャル「初恋クロニクル」（2010年3月13日、BSフジ） - なみ 役
- 幽かな彼女 第4話（2013年4月30日、関西テレビ） - 千穂の友人・真希 役

### 映画
- 君に届け（2010年9月25日公開、東宝） - 長谷川朝佳 役
- ひからびた肌（2012年2月25日公開、1gramix.）
- 僕等がいた 前篇（2012年3月17日公開、東宝） - モリピー 役
- 僕等がいた 後篇（2012年4月21日公開、東宝） - モリピー 役
- 苦役列車（2012年7月14日公開、東映） - 鵜沢美奈子 役
- クロユリ団地（2013年5月18日公開、松竹） - 美樹 役
- Hide and Seek（2013年）
- 神様のカルテ2 (2014年3月21日公開、東宝)
- 沈まない三つの家（2014年6月1日公開）
- あの娘、早くババアになればいいのに（2014年6月7日公開） - 主演・蟹沢アンナ 役
- 愛の小さな歴史（2015年5月19日公開） - 芹澤夏実 役
- ある女工記(2016年)   - 主演・ゆきの役